# Мельников Костянтин Степанович
Костянтин Степанович Мельников (*27 липня (3 серпня) 1890 — †28 листопада 1974) — російський і радянський архітектор, один з лідерів авангарду в радянській архітектурі у 1923—1933 роках.
Костянтин Мельников ще в 1930-і роки отримав світове визнання, але його творча концепція в ті ж роки піддалася в СРСР різкій критиці за «формалізм»; архітектор по суті був відлучений від професії (остання споруда за його проектом датована 1936 роком).
У 1934-35 роках за проектом архітектора в Нижніх Сірогозах (Херсонська область) було споруджено Будинок культури («клуб-театр»).

## Споруди

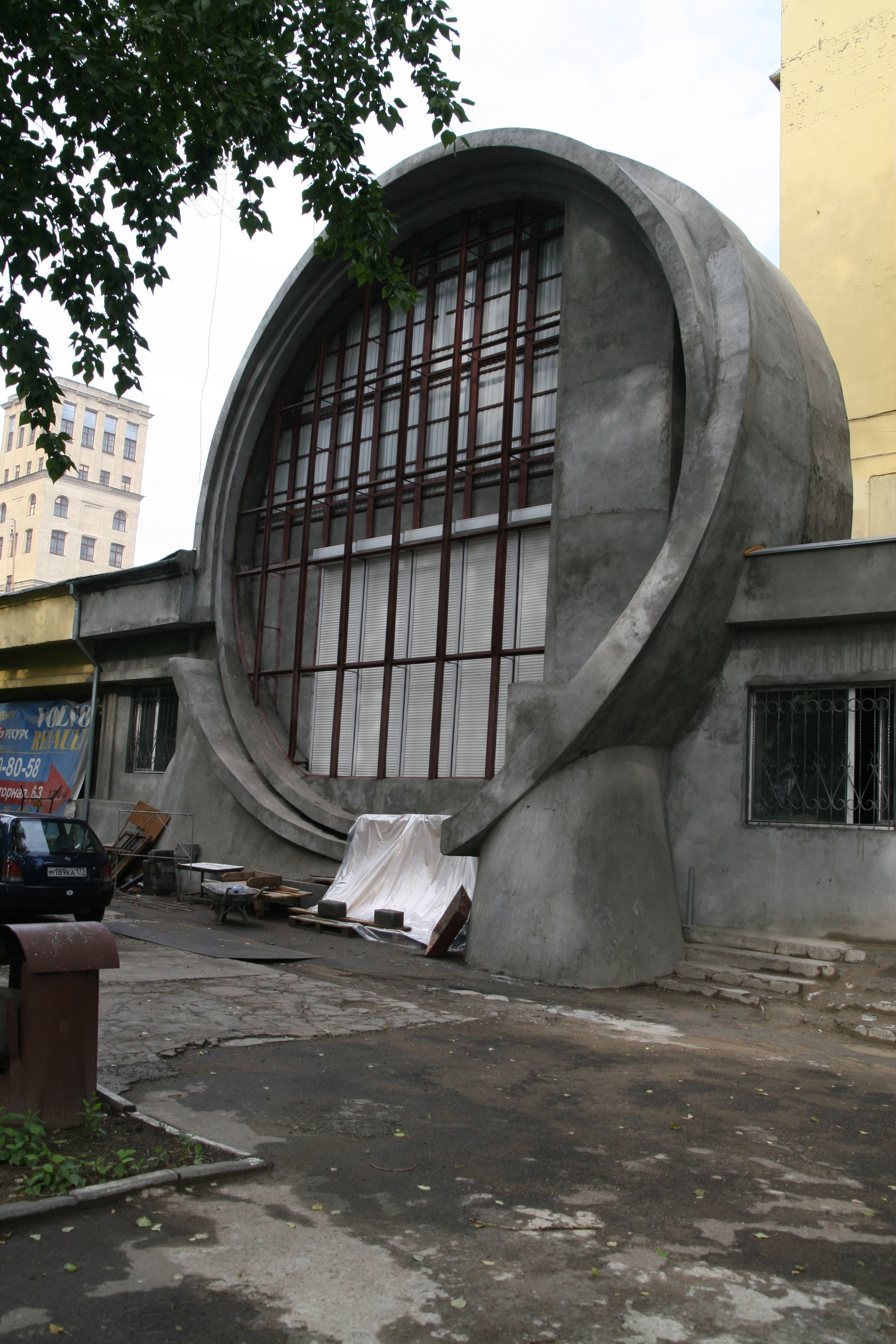
Гараж Держплану
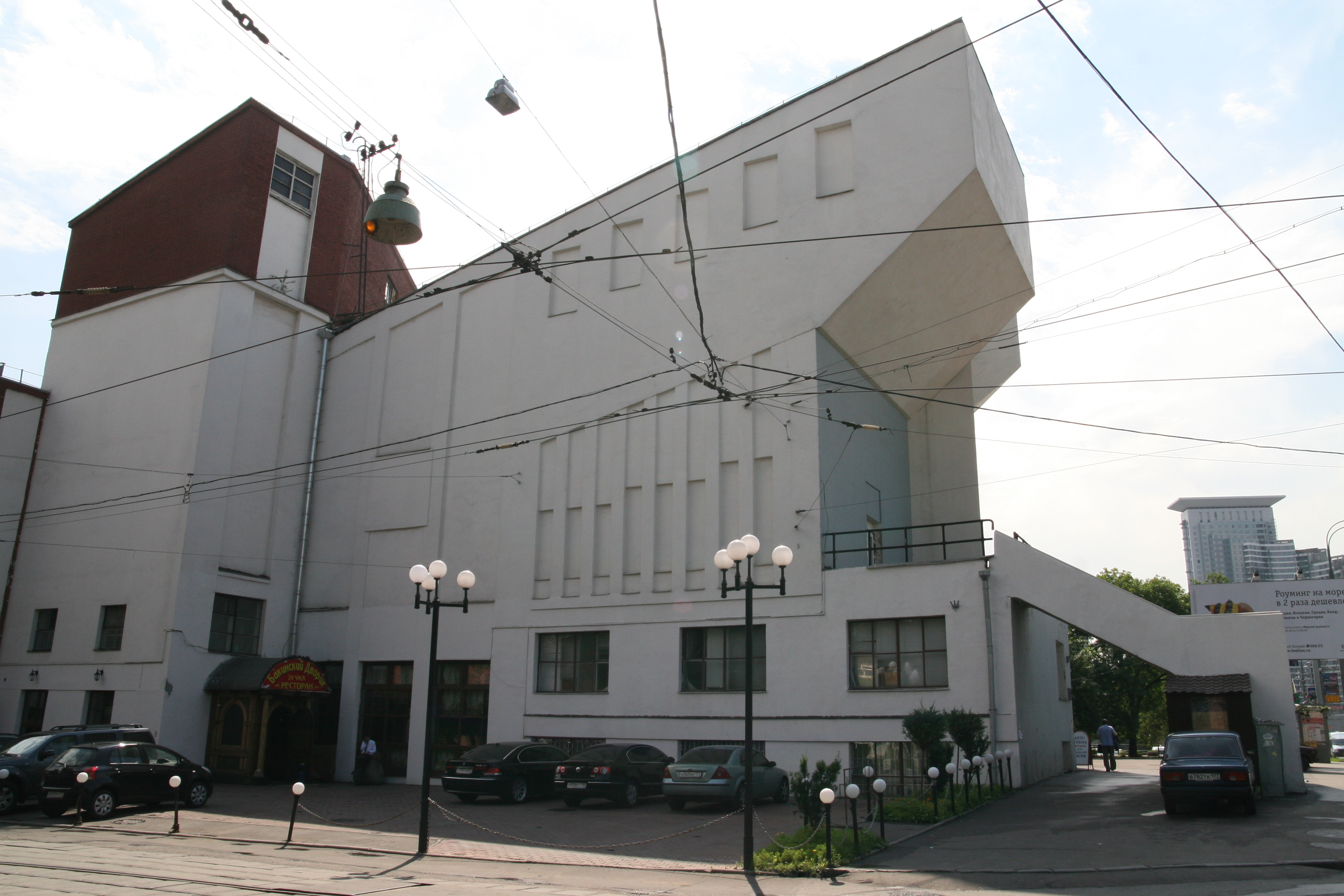
Будинок культури імені І. В. Русакова
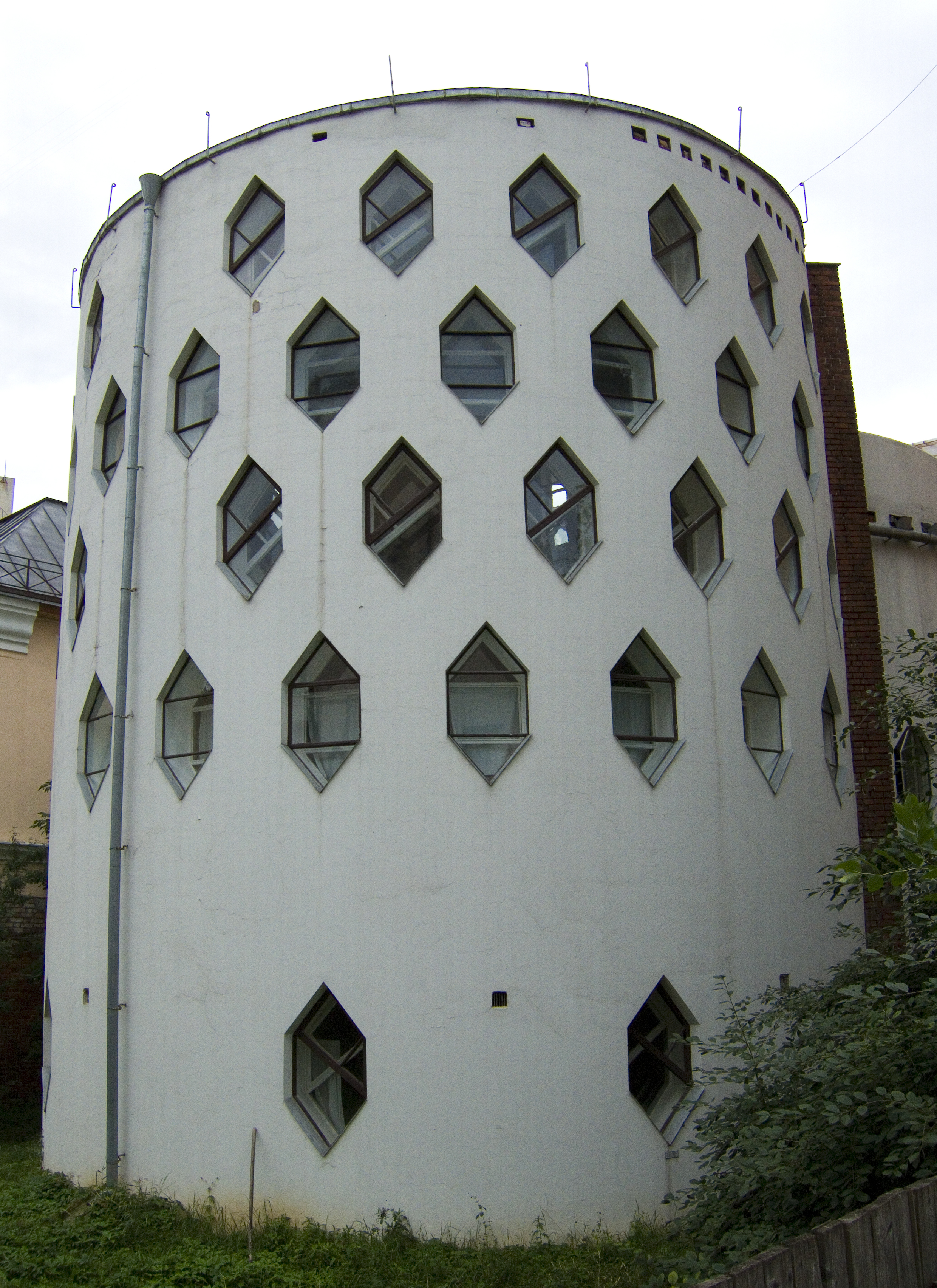
Будинок  Мельнікова
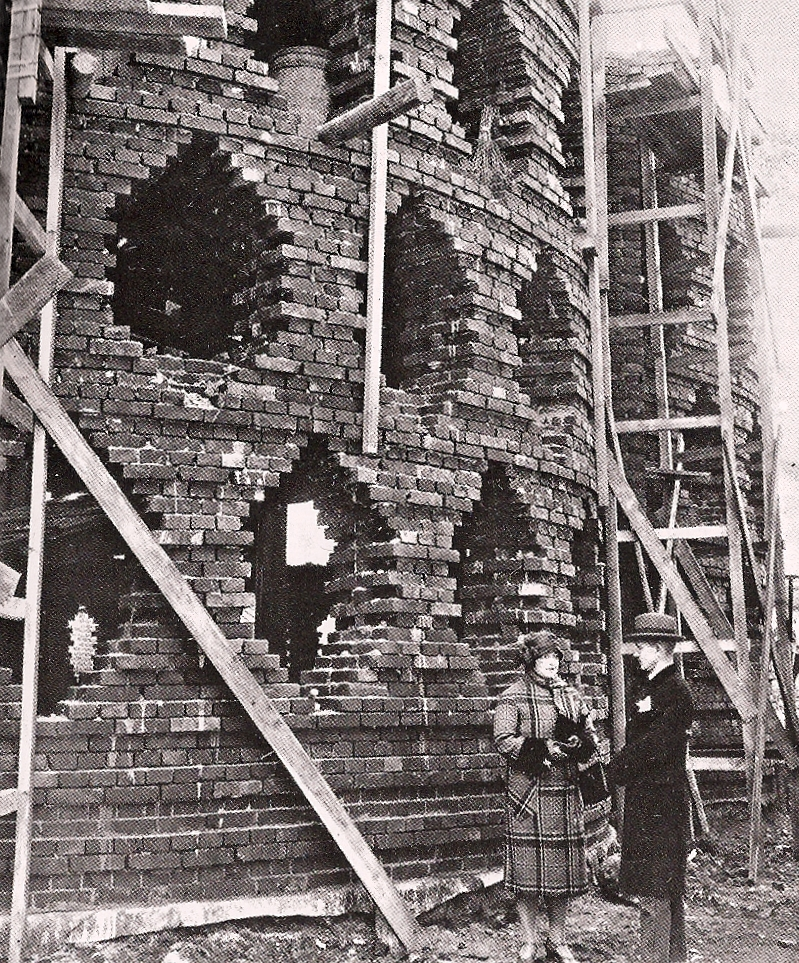
Каркас будинку в процесі будівництва (біля будинку К. С. Мельников з дружиною Ганною Гаврилівною)
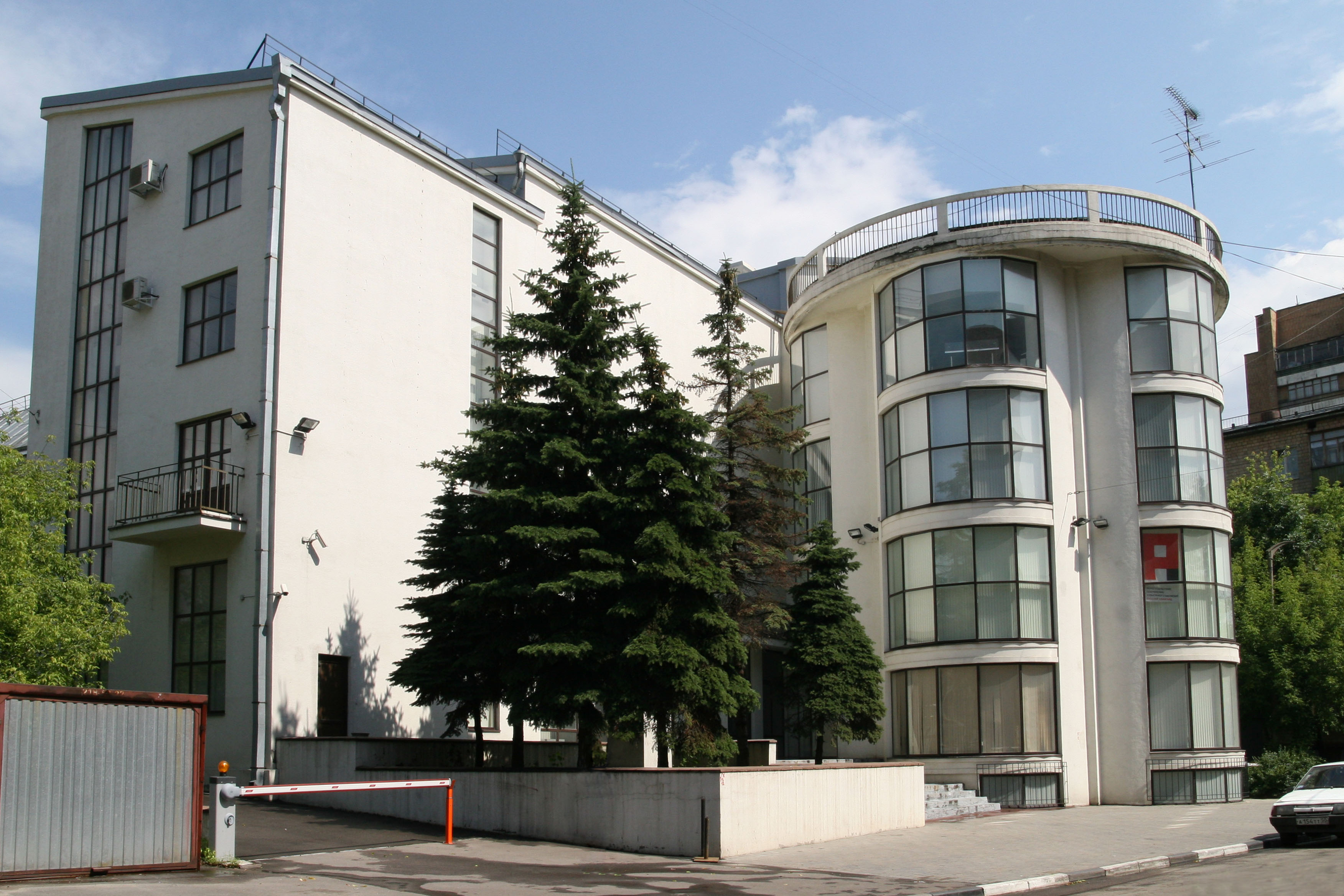
Клуб фабрики «Буревісник»
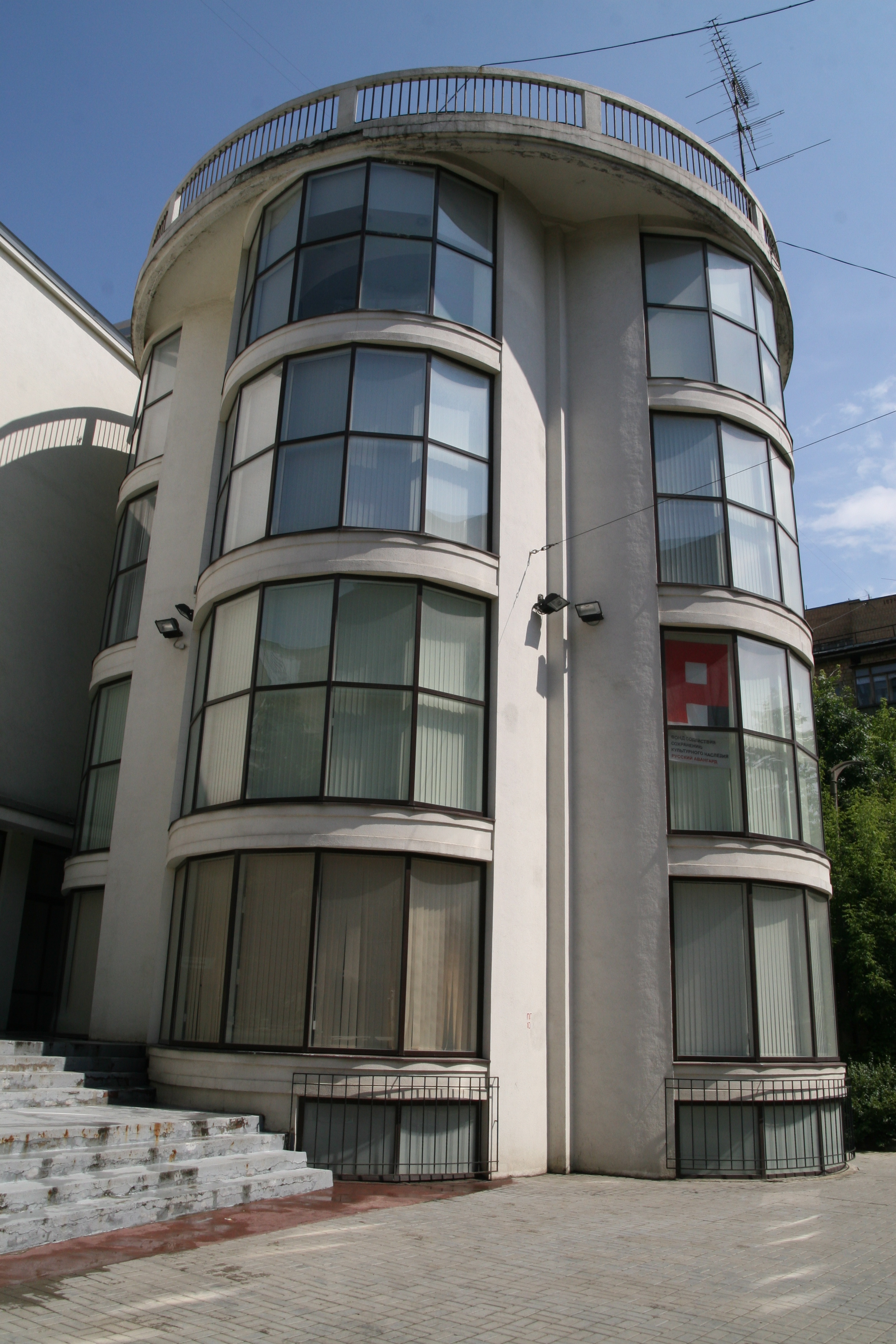
Клуб фабрики «Буревісник» (деталь)
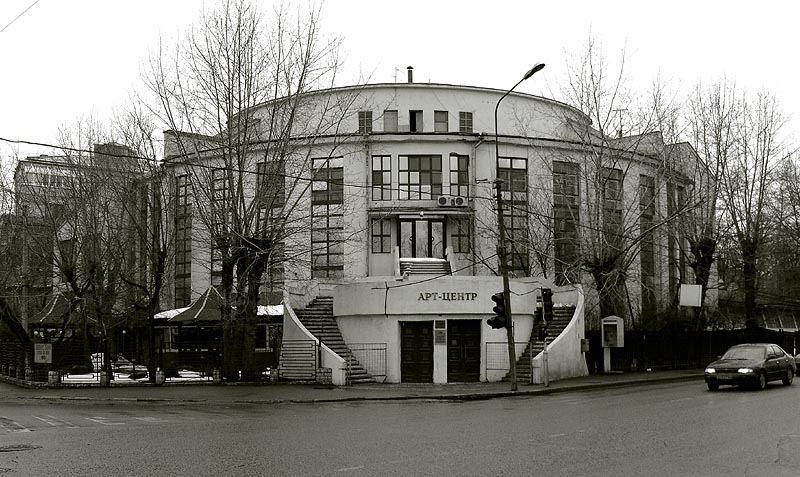
Клуб заводу «Каучук»
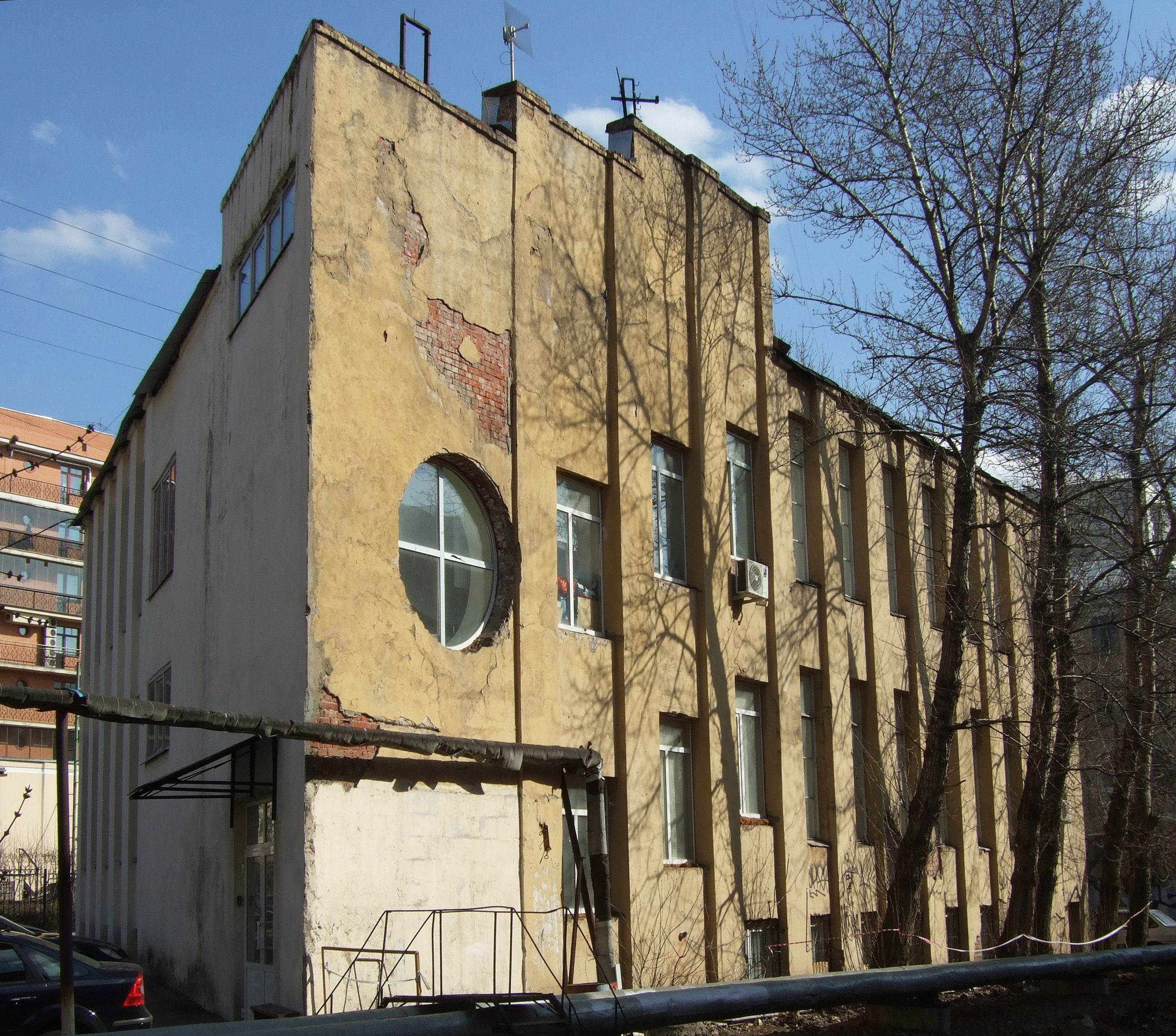
Будівля контори Ново-Сухаревського ринку
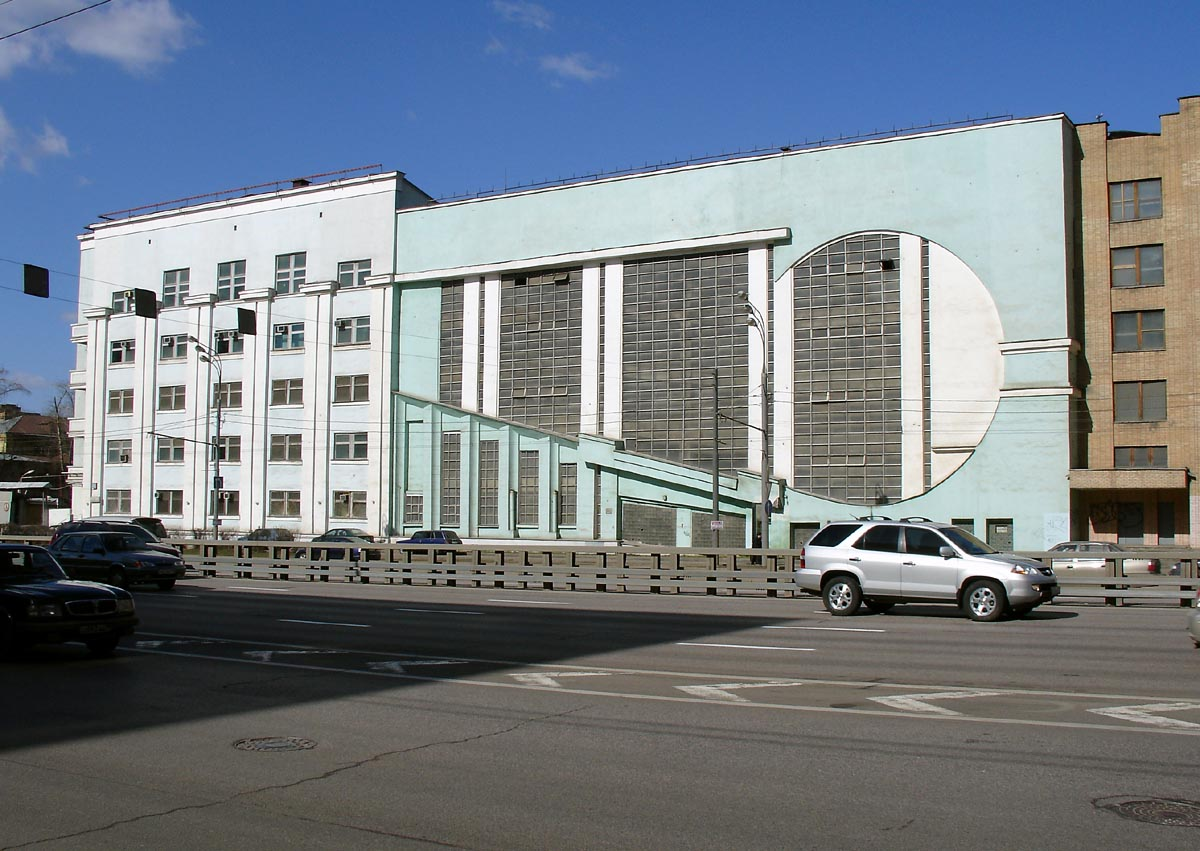
Гараж Інтуриста
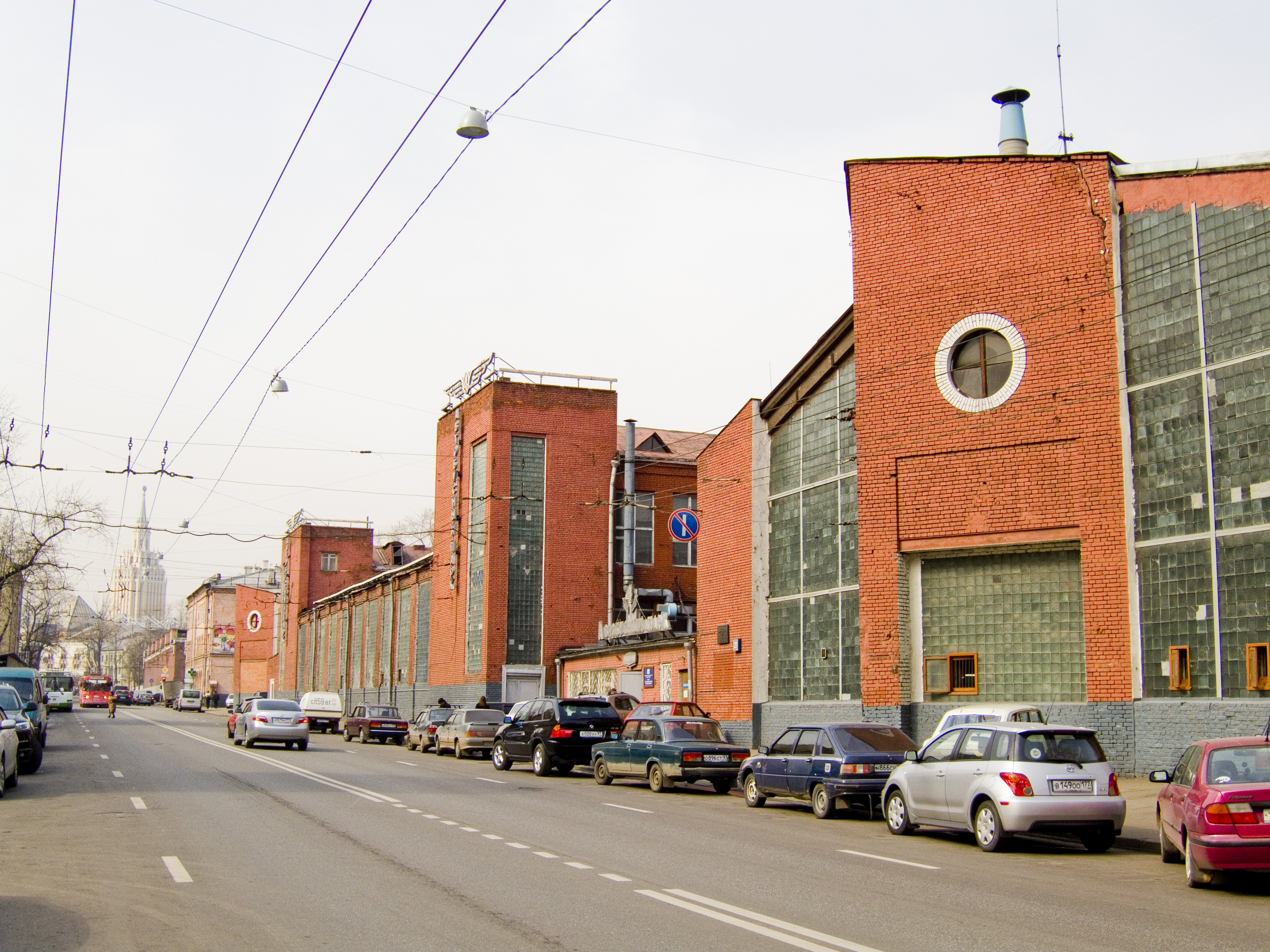
Гараж на Новорязанскої вулиці (Москва)
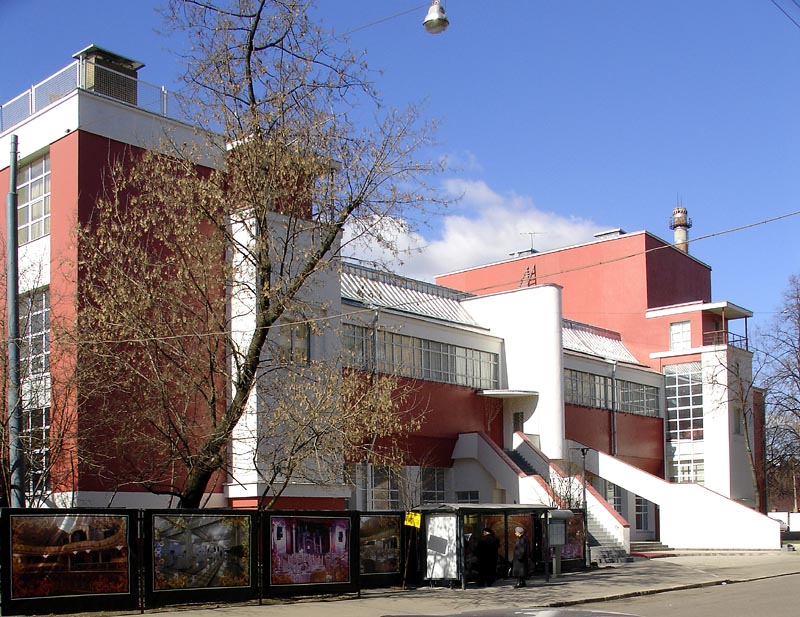
Клуб фабрики «Свобода»
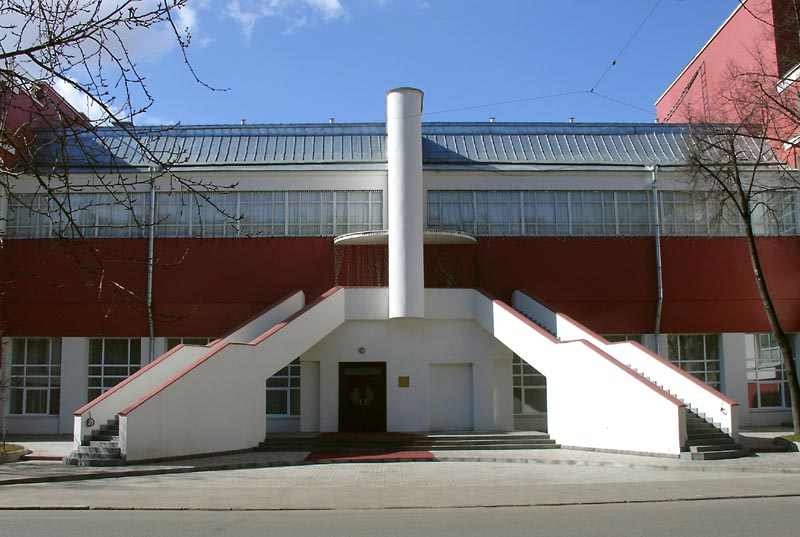
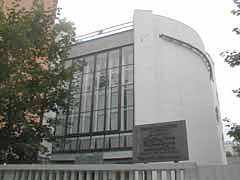